# دی‌سیلوکسان
دی‌سیلوکسان (به انگلیسی: Disiloxane) یک ترکیب شیمیایی با شناسه پاب‌کم ۱۲۳۳۱۸ است. 